# Flamarion
Flamarion, pseudonimo di Flamarion Jovino Filho (30 luglio 1996), è un calciatore brasiliano, attaccante del Paxtakor.

## Caratteristiche tecniche
È un centravanti.

## Carriera
Cresciuto nel settore giovanile del Palmeiras, nel 2016 è approdato in Europa firmando con i montenegrini del Lovćen dove ha debuttato fra i professionisti. Nel febbraio del 2017 è stato acquistato dalla Dinamo Batumi dove è ben presto diventato un elemento cardine della squadra vincendo la classifica marcatori della seconda divisione georgiana nel 2018, con 24 reti segnate.
Il 7 settembre 2020 è stato ceduto in prestito al Rotor, neopromosso in Prem'er-Liga.
Nel 2025 si trasferisce nella prima divisione uzbeka al Paxtakor.

## Palmarès

### Club

#### Competizioni nazionali
- Erovnuli Liga 2: 1

Dinamo Batumi: 2018
- Campionato georgiano: 1

Dinamo Batumi: 2021
- Supercoppa di Georgia: 1

Dinamo Batumi: 2022

### Individuale
- Capocannoniere della Erovnuli Liga 2: 1

2018 (24 gol)
- Capocannoniere del campionato georgiano: 1

2022 (19 gol)